# St. Theodor und Alexander (Haldenwang)

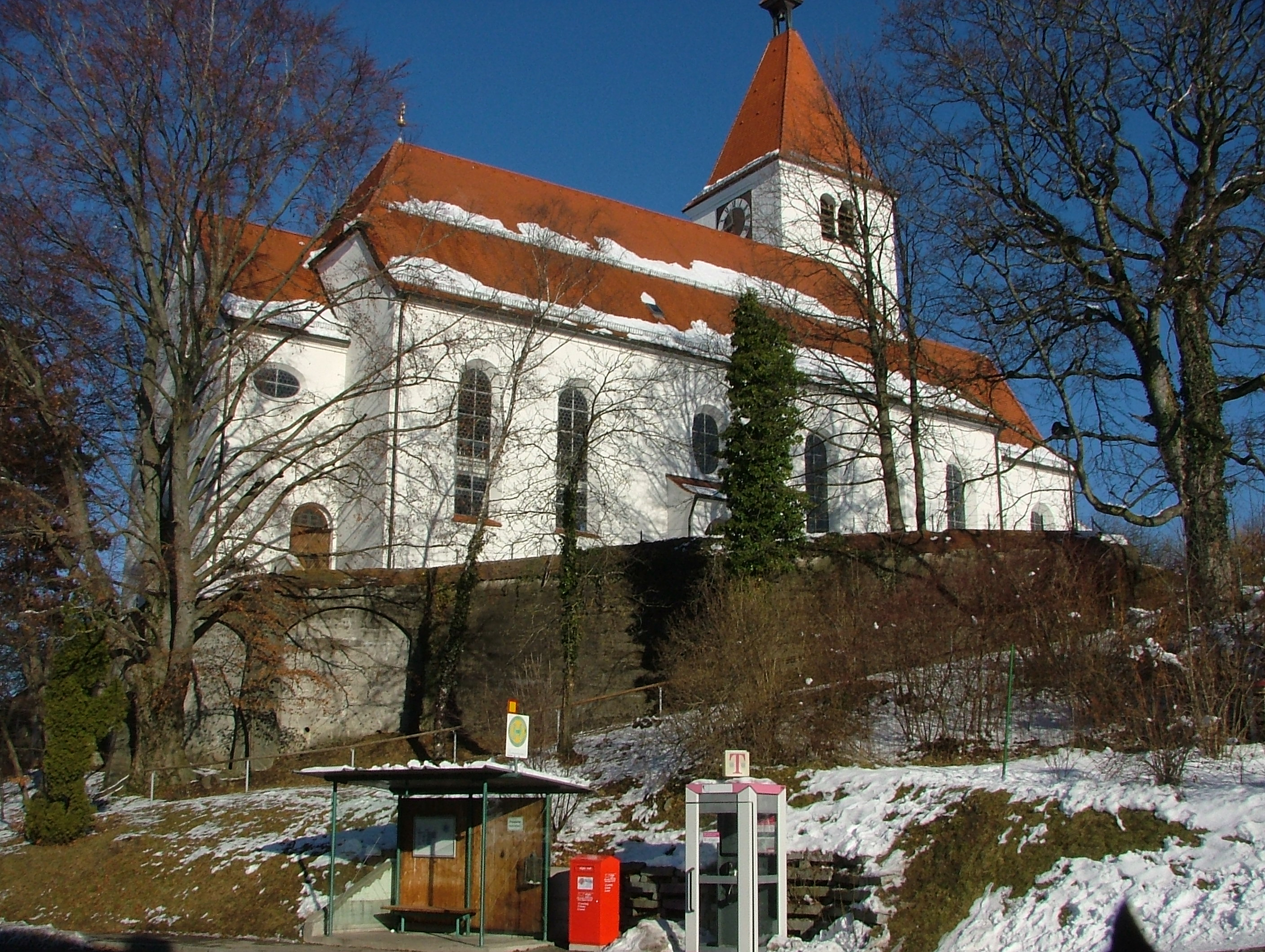
St. Theodor und Alexander in Haldenwang

Die römisch-katholische Pfarrkirche St. Theodor und Alexander steht in Haldenwang, einer Gemeinde im schwäbischen Landkreis Oberallgäu in Bayern. Das Bauwerk ist  in der Liste der Baudenkmäler in Haldenwang als Baudenkmal unter der Nr. D-7-80-122-1 eingetragen. Die Pfarrei gehört zum Dekanat Kempten des Bistums Augsburg.

## Beschreibung
Das Langhaus der im Kern spätgotischen Saalkirche wurde 1802 durch Einbeziehung einer Kapelle im Norden asymmetrisch erweitert und 1932/33 um ein Joch zur Unterbringung der Empore nach Westen verlängert. An der Nordwand des eingezogenen, dreiseitig geschlossenen Chors im Osten steht der Chorflankenturm auf quadratischem Grundriss, dessen Westwand in das Langhaus eingestellt ist. Er wurde 1690 um ein Geschoss, das die Turmuhr und den Glockenstuhl beherbergt, aufgestockt und mit einem Pyramidendach bedeckt. Die Sakristei wurde an die östliche Stirnwand des Chors angebaut.
Der Innenraum des Langhauses ist mit einer Decke mit Hohlkehle überspannt, der des Chors mit einem Stichkappengewölbe. Am 1687/88 gebauten Hochaltar befindet sich das Wappen des Klosters Ottobeuren. Die Orgel mit 28 Registern, verteilt auf 2 Manuale und ein Pedal wurde 1932 von der Orgelbau Zeilhuber errichtet.